# 奥尔姆 (马恩省)
奥尔姆（法語：Ormes，法語發音：[ɔʁm]）是法国马恩省的一个市镇，属于兰斯区。

## 地理
奥尔姆（49°14'17"N, 3°57'31"E）面积6.31 平方千米，位于法国大東部大區马恩省，该省份为法国东北部内陆省份，北起阿登省，西北接埃纳省，西南接塞纳-马恩省，南至奥布省，东南接上马恩省，东临默兹省。
与奥尔姆接壤的市镇（或旧市镇、城区）包括：蒂卢瓦、库洛姆拉蒙塔涅、莱梅讷、帕尔尼莱兰斯、坦克、弗里尼。

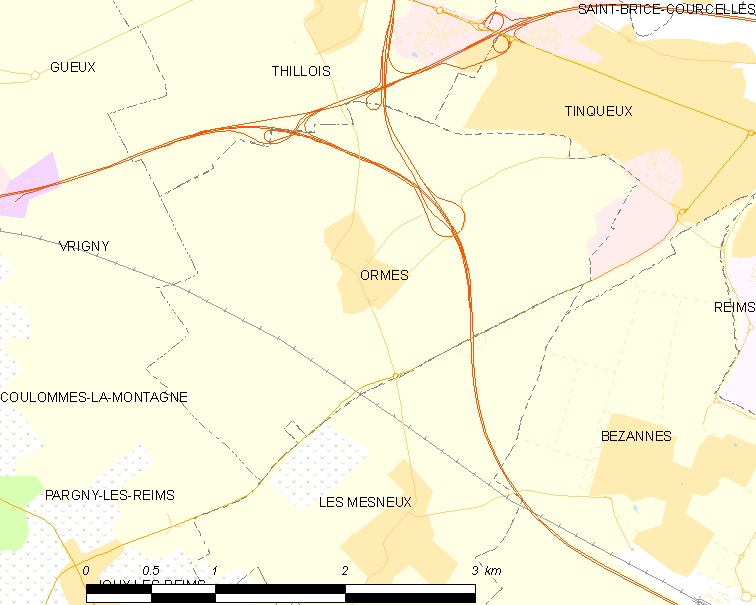
的OSM定位图

奥尔姆的时区为UTC+01:00、UTC+02:00（夏令时）。

## 行政
奥尔姆的邮政编码为51370，INSEE市镇编码为51418。

## 政治
奥尔姆所属的省级选区为菲姆-兰斯山县。

## 人口

1962-2008年间人口变化图示

奥尔姆于2022年1月1日时的人口数量为537人。